# Шахбердыева, Майя
Майя (Медениет) Шахбердыева (туркм. Maýa (Medeniýet) Şahberdiýewa; 23 февраля 1930, Керки, Туркменская ССР — 3 января 2018, Ашхабад) — советская, туркменская оперная певица (колоратурное сопрано), педагог. Народная артистка СССР (1975).

## Биография
Родилась 23 февраля 1930 года (по другим источникам — в 1931) в Керки (ныне в Лебапском велаяте, Туркменистан).
Окончила музыкальную школу (класс скрипки), училась на физико-математическом факультете Ашхабадского педагогического института. По совету наставников оставила институт и училась в музыкальном училище, по окончании которого поступила на вокальное отделение Московской консерватории им. П. И. Чайковского. В 1956 году окончила консерваторию по классу пения у В. Ф. Рождественской. В 1962 году брала уроки у М. Э. Донец-Тессейр в Киеве.
С 1956 года — солистка Туркменского театра оперы и балета им. Махтумкули (ныне Национальный музыкально-драматический театр имени Махтумкули) (Ашхабад).
Выступала как концертная певица. В репертуаре — оперные арии зарубежной, русской и туркменской дастанной классики, камерное пение, в том числе романс «Соловей» А. Алябьева, циклы Н. Халмамедова.
Гастролировала за рубежом (ГДР, Франция, Польша, Индия, Канада, Швеция).
В 1973 году была членом жюри Всесоюзного конкурса вокалистов им. М. И. Глинки в Кишинёве.
С 1975 года преподавала в Туркменском педагогическом институте искусств (с 1992 — Туркменский государственный институт культуры) (Ашхабад) и Туркменской национальной консерватории, где вела класс вокала. Два года преподавала в консерватории Тяньцзиня (Китай), а также консультировала педагогов местного музучилища.
Депутат Верховного Совета Туркменской ССР 6‒7-го созывов.
Скончалась 3 января (по другим источникам — 1 января) 2018 года в Ашхабаде.

## Награды и звания
- Заслуженная артистка Туркменской ССР (1964)[9]
- Народная артистка Туркменской ССР[6]
- Народная артистка СССР (1975)
- Орден Трудового Красного Знамени
- Орден Дружбы народов (1980)[10]
- Орден «Знак Почёта» (1955)[11]
- Орден «Алтын Асыр» III степени (Туркменистан, 2010).

## Партии
- 1967 — «Конец кровавого водораздела» В. Мухатова — Айлар
- 1969 — «Тревожная ночь» А. Агаджикова — Акнабат
- «Севильский цирюльник» Дж. Россини — Розина
- «Снегурочка» Н. Римского-Корсакова — Снегурочка
- «Царская невеста» Н. Римского-Корсакова — Марфа
- «Травиата» Дж. Верди — Виолетта
- «Лакме» Л. Делиба — Лакме
- «Риголетто» Дж. Верди — Джильда
- «Шасенем и Гариб» Д. Овезова и А. Шапошникова — Шасенем[7]
- «Безродный зять» («Фрол Скобеев») Т. Хренникова — Лавруша
- «Айна» А. Шапошникова и Д. Овезова — Биби
- «Кемине и казы» («Поэт и судья») А. Шапошникова и В. Мухатова — Огульбек
- «Саятнаме» — Сельбинияз

## Память
В 1977 году портрет певицы написал член группы «Семёрка» С. Бабиков: «Портрет народной артистки СССР М. Шахбердыевой» (Музей изобразительных искусств Туркменистана).